# ファインプラス
ファインプラス株式会社は、日本の工業用プラスチック製品の製造・販売メーカーである。本社、工場を富山県滑川市の滑川工業団地に置く。旧社名は滑川プラスチック工業株式会社。

## 事業
- 自動車ワイヤーハーネス用電装部品
- 電気・電子機器用部品
- 美容医療機器

以上の製品の製造を行っている。

## 沿革
- 1967年12月 - 軍記茂により創業。当時は滑川市上小泉713番地に所在。
- 1969年3月 - 新工場を滑川市上小泉1130番地に移転。
- 1978年5月 - 本社工場を現所在地を新築移転。
- 1981年11月 - 第二工場棟を増設。
- 1998年12月 - ISO9002認証取得。
- 2001年10月 - 株式会社七尾セイコーを買収し、七尾工場を設置。
- 2008年4月 - 滑川プラスチック工業株式会社からファインプラス株式会社へ社名変更。

## 事業所
- 本社工場
- 七尾工場（旧七尾セイコー）
- 中国工場
- タイ工場

## 関連企業
- 大木樹脂工業株式会社
- 大木産業株式会社
- 南条化成株式会社
- 平成工業株式会社